# النسوية في علم الإجرام
المدرسة النسوية في علم الإجرام هي مذهب من مذاهب علم الجريمة طور من أواخر عام 1960 حتى 1970 كنتيجة للتهميش العام والتمييز الذي تتعرض له النساء في الدراسة التقليدية للجريمة. لاحظ الباحثون النسويون في علم الجريمة أن مجال علم الجريمة مستحوذ عليه من الرجال مما أدى إلى تطوير نظريات الجريمة بشكل يقتصر على خبرات الرجال فقط. تلك السيطرة الأبوية ليست جديدة على النظرية الإجرامية، فهي تنعكس أيضا على نظام العدالة الجنائية، التي تعد في حد ذاتها مؤسسة للجنس. يقول كل من الباحثين النسويين ووعلماء الجريمة الذين لا ينتسبون لهذا التصنيف أن أغلب نظرية الجريمة المبكرة منحازة وتتميز بالمركزية الذكورية. ويتحدى التوجه النسوي لعلم الجريمة التيار المعتاد لعلم الجريمة أنه لا يجب فرض النظريات نفسها عند تحليل الجرائم التي يرتكبها الرجال وتلك التي ترتكبها النساء. ذلك النهج يطلق عليه «مشكلة التعميم» (أي إضافة النساء على المعرفة الذكورية وتعميم نتائج الأبحاث على الرجال وتطبيقها على النساء). يعمل الباحثون النسويون في علم الجريمة على إبراز مشكلة «النسبية الجنسية» باستخدام المنهجية النسوية (أي لماذا تعد النساء أقل احتمالا في ارتكاب الجرائم عن الرجال).
ارتبطت المدرسة النسوية في علم الجريمة بشكل كبير بظهور الموجة الثانية للنسوية وهي تتحدث من مختلف وجهات النظر التي طورها مختلف الكتاب النسويين. فلا توجد نظرية واحدة للمدرسة النسوية في علم الإجرام. هناك جدال داخل هذا المجال كما هو الحال في النظرية النسوية بشكل عام حول السبب في عدم المساواة التي تشكل منظورات متعددة داخل هذا الفرع من علم الإجرام. تؤكد المدرسة النسوية في علم الإجرام أن الأدوار الاجتماعية للمرأة تختلف عن أدوار الرجال الاجتماعية، مما يؤدي إلى اختلاف الطرق المؤدية إلى الانحراف والجريمة والإيذاء الذين ينظر إليهم من خلال نظريات أخرى لعلم الجريمة. لاحظ علماء الجريمة النسويون الأوائل الحاجة لعلم جريمة نسوي مبني على ثلاثة محاور في علم الإجرام حيث المعرفة بالنساء ضئيلة (مقارنة بالرجال). تضم تلك المحاور النساء كجناة، والنساء كضحايا للجريمة والنساء العاملين في مجال العدالة الجنائية.

## الاستعراض
يُعتبر علم الإجرام بمثابة دراسة منطوية على العديد من المواضيع المتعلقة بالجريمة والعدالة الجنائية. يرى أتباع المدرسة النسوية في علم الإجرام أن جميع النظريات الإجرامية الأساسية مستندة إلى المشتبه بهم من الذكور، ويجري التحقق من صحة هذه النظريات من خلال تجريبها على المشتبه بهم من الذكور أيضًا، فضلًا عن التركيز على ضحايا الجرائم من الذكور. يؤثر هذا «التحيز الجنسي» في مجال علم الإجرام على إصدار الأحكام بحق النساء ومعاقبتهن وسجنهن، إذ لا يُتوقع منهن أن يكنّ مجرمات لذا يُوصفن بأنهن «مجنونات، لا سيئات». يُعزى نسب صفة الجنون إلى النساء إلى المفهوم المتقادم كليًا والمتمثل بأن النساء هن البنات والزوجات والأمهات الطيبات والمطيعات، واللاتي يعملن لصالح المجتمع والرجال. يتجسد المفهوم الكلاسيكي الذكوري لبعض الأكاديميين والذي استمر على مدى عقود عديدة بأن النساء اللاتي يتجرأن على التعارض مع سماتهن البيولوجية الطبيعية مثل «السلبية» و«الضعف المتمثل بالانصياع» مريضات عقليًا بكل تأكيد. تعمل النسوية ضمن سياق الهياكل الاجتماعية القائمة بغية دراسة تجربة النساء الاجتماعية والسياسية والاقتصادية، بالإضافة إلى وضع استراتيجيات بهدف تحقيق قدر أكبر من المساواة (عن طريق عدم المساواة) فيما يتعلق بأدوار المرأة. ينطوي هذا الأمر على النظر في كيفية اضطلاع النساء بالأدوار الخاضعة، وطبيعة امتيازات الذكورة، والوسائل القادرة على إعادة توجيه الخطابات التي تخلق السلطة الأبوية بغية تغيير المجتمع.
تستمر الأدوار الجنسانية المتوقعة في تحديد السلوكيات والتصرفات المقبولة لكل من الإناث والذكور، وقد تنجم عن الانحراف عن هذه التوقعات مجموعةً متنوعةً من العقوبات المجتمعية، التي تتراوح بين الإساءة اللفظية والعنف والسجن. تُعد هذه الأدوار شكلًا قويًا من أشكال السيطرة الاجتماعية التي تستمر من خلال الآليات الرسمية أو غير الرسمية. تقترح هايدنسون (1992، 2000) نظرية منحازة للذكور:
- «مكان المرأة هو المنزل»: تمتلك المرأة فرصًا أقل للقيام بنشاط إجرامي بسبب روتين حياتها المنزلية الذي يبقيها في المنزل. وعلى أي حال، تُعد النساء أكثر خوفًا من الخروج من المنزل بعد حلول الظلام خشية التعرض لسلوك عدواني ذكوري.
- يلعب الرجال في العمل دورًا إشرافيًا أو إداريًا (غالبًا ما تصفه النساء بأنه تحرش)، الأمر الذي يجعل من ارتكاب الجرائم الكبرى أمرًا صعبًا على النساء.

علاوةً على ذلك، يزعم أتباع المدرسة النسوية في علم الإجرام أن الرجال يشكلون المجموعة المهيمنة ومعيار الحالة السوية، إذ استطاعوا الاستمرار في ترسيخ عدم المساواة من خلال التحكم في تعريف الانحراف ومؤسسات الرقابة الاجتماعية. ترى نافين أنه قد عُرّفت النساء بوصفهن مختلفات عن الرجال وبالتالي أدنى منهم، فساعدت هذه الوصمة على حرمانهن من حقوقهن المدنية الكاملة وحصولهن على الموارد الاجتماعية (نافين: 1996).
قد تكون الموجات النسوية سببًا في حصول النساء على المزيد من التحرر، إلا أنها لم تغير من أنماط جرائمهن. ما تزال النساء أقل ميلًا بكثير لارتكاب جريمة، سواء كانت جريمة ذوي الياقات الزرقاء أو البيضاء. يُعتبر علم الإجرام النسوي بمثابة دعوة قائمة على النزاع من أجل تخفيض منزلة العديد من نظريات الجريمة السائدة التي وُضعت دون مراعاة وجهات النظر النسوية. تدعو النسويات الآن إلى إشراك النساء في المجال التدريسي والبحثي لعلم الإجرام، بالإضافة إلى نظرياته ومنشوراته.
لم تذكر النصوص (التي كتبها رجال القرن التاسع عشر) والمناقشات الإجرامية النساء إلا فيما ندر، إذ لم تحصل النساء سوى على القليل من الاهتمام من خلال تصنيفهن مع الأحداث الجانحين والمختلين عقليًا. تعتقد سمارت أن تصنيف النساء مع أكثر الأعضاء تعرضًا للإهمال ضمن العالم الإجرامي انعكاسٌ لدور الإناث في المجتمع، إذ افتقرت النساء إلى «المكانة المدنية والقانونية»، ولذلك اعتُبر تصنيفهن مع الأحداث الجانحين والمختلين عقليًا أمرًا مقبولًا. تضيف سمارت أنه لطالما كانت دراسة علم الإجرام مستندةً إلى الرجال، والمنطق والدافع والتصرف الذكوري، والضحية التي دائمًا ما تكون ذكرًا. تجلّى حرمان النساء من الدخول في نطاق المجال الإجرامي في النصوص الإجرامية، التي افترضت أن الرجل قادر على التحدث نيابةً عن المرأة. اعتُبر الرجل بمثابة مركز الكون في علم الإجرام، تمامًا كما هو الحال في المجتمع، بينما اعتُبرت المرأة مجرد مكمل له.